# Справа про вбивство Адама Уолша

Світлина Адама Уолша

Адам Джон Уолш (14 листопада 1974 — 27 липня 1981) — американський хлопчик, викрадений 27 липня 1981 з універмагу «Sears» в Голлівудському торговому центрі в Голлівуді, штат Флорида. Його відрізана голова була знайдена через два тижні. Смерть Адама викликала резонанс на державному рівні. Батько хлопчика, Джон Уолш, став захисником жертв насильницьких злочинів і заснував програму «America’s Most Wanted». У 2008 році справа була закрита — вбивцею був визнаний Оттіс Тул.

## Розслідування вбивства та наслідки
Судові медики встановили, що причиною смерті Адама була асфіксія, і що голову хлопчика було відрізано з метою затруднити впізнання трупа.
Деякий час підозрюваним у вбивстві Адама Уолша був Джеффрі Дамер. Сам Дамер ці звинувачення категорично заперечував.
Оттіс Тул зізнався у вбивстві Адама, але ніколи не був засуджений за цей злочин через «відсутність доказів» (пізніше він відмовився від своїх свідчень). Тул помер у в'язниці від печінкової недостатності 15 вересня 1996 року. 16 грудня 2008 року поліція оголосила, що справа Уолша була закрита, оскільки вони впевнені в тому, що Тул був убивцею.